# Cueva de Macahambus
Cueva de Macahambus es una cueva en la provincia de Misamis Oriental, cerca de Cagayán de Oro, en el país asiático de Filipinas. La zona de la cueva forma parte del área de la reserva natural del bosque Macahambus.
La cueva, alberga una colonia de murciélagos, es una atracción turística, y está equipada con vías de acceso y senderos peatonales;  uno de los extremos de la cueva conduce a una terraza con vistas al río Cagayán.  Por cerca de 200 metros la cueva en sí es una dolina (Valle o depresión), erróneamente conocido como la Garganta de Macahambus. 
El lugar fue el sitio donde se desarrolló la Batalla de Macahambus (4 de junio de 1900), la primera de las batallas ganadas por los filipinos durante la Guerra entre las Filipinas y Estados Unidos.